# Geert de Snoo
Geert de Snoo (1961) is een Nederlandse milieubioloog en onderzoeker. Sinds 2024 is hij directeur Onderzoeksbeleid van de KNAW. Als hoogleraar Milieubiologie is De Snoo verbonden aan de Universiteit Leiden. Biodiversiteit en duurzaamheid van het buitengebied zijn belangrijke onderwerpen van zijn onderzoek. 
De Snoo was van 2019 tot 2024 directeur van NIOO-KNAW in Wageningen en van 2012 tot 2019 decaan van de faculteit wiskunde en natuurwetenschappen. Ook was hij directeur van het centrum voor milieuwetenschappen in Leiden. Eerder was De Snoo bijzonder hoogleraar agrarisch natuur- en landschapsbeheer aan de Wageningen University & Research en lid van het College voor de toelating van gewasbeschermingsmiddelen en biociden.
De Snoo heeft meer dan 250 wetenschappelijke publicaties op zijn naam staan en heeft diverse nevenfuncties.   